# Veľká Tŕňa
Veľká Tŕňa (bis 1948 slowakisch „Veľká Toroňa“; ungarisch Nagytoronya) ist eine Gemeinde im Osten der Slowakei mit 443 Einwohnern (Stand 31. Dezember 2024), die zum Okres Trebišov, einem Kreis des Košický kraj, gehört. Sie ist Teil der traditionellen Landschaft Zemplín.

## Geographie
Die Gemeinde befindet sich im Südwestteil des Ostslowakischen Tieflands am Hang des kleinen Gebirgsstocks Zemplínske vrchy, nahe der Grenze zu Ungarn. Durch den Ort fließt ein kleiner Bach im Einzugsgebiet der Roňava. Der höchste Punkt der Gemeinde ist der bewaldete Berg Rozhľadňa (469 m n.m.) östlich des Ortskerns. Überdies reicht der slowakische Teil des Tokaj-Weinbaugebiets (nach slowakischer Auffassung) in das Gemeindegebiet. Das Ortszentrum liegt auf einer Höhe von 170 m n.m. und ist 11 Kilometer von Sátoraljaújhely sowie 25 Kilometer von Trebišov entfernt.
Nachbargemeinden sind Veľaty und Hrčeľ im Norden, Kysta im Nordosten, Kašov und Cejkov im Osten, Malá Tŕňa im Süden, Čerhov im Westen und Luhyňa im Nordwesten.

## Geschichte

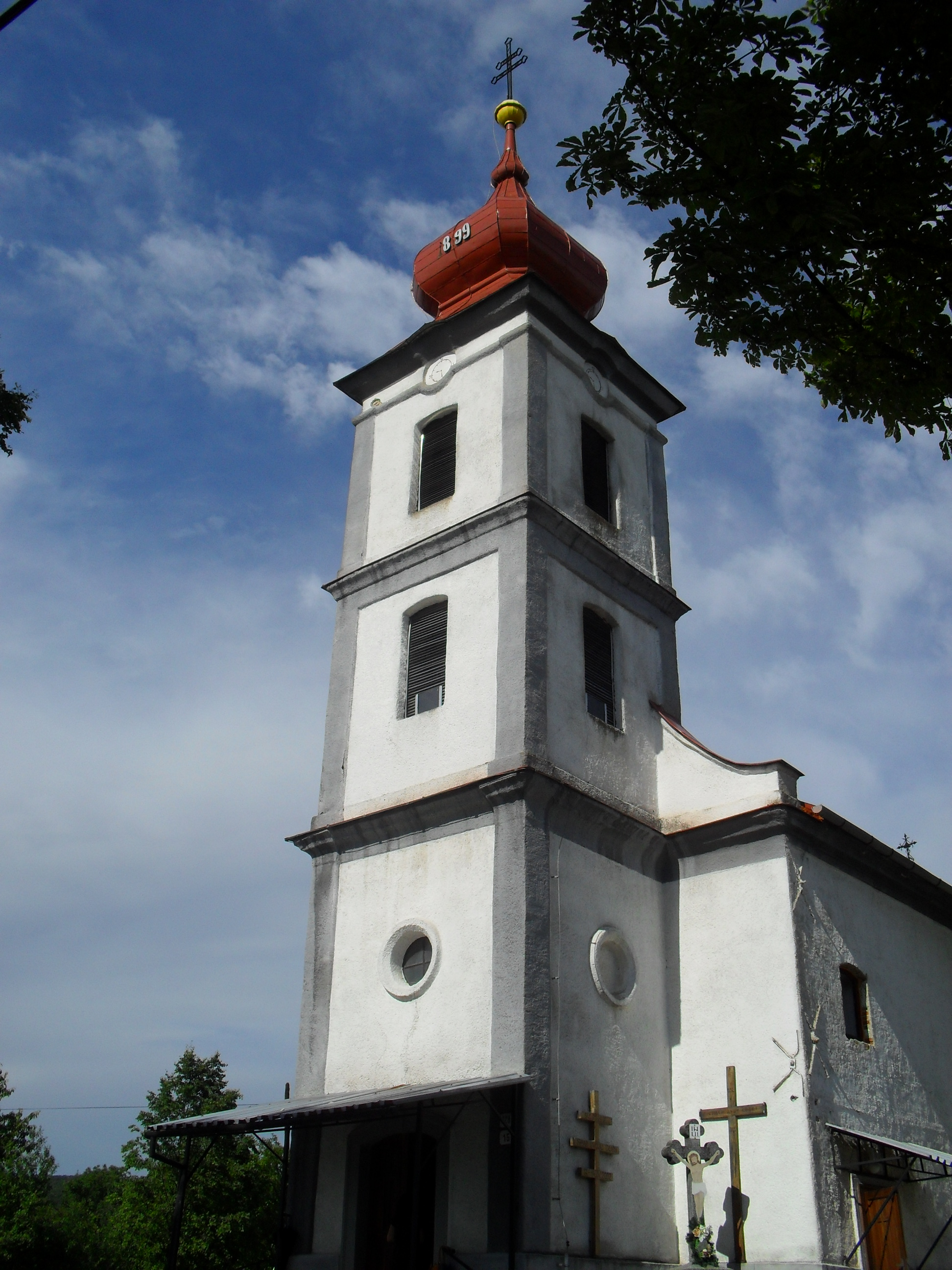
Griechisch-katholische Kirche

Veľká Tŕňa wurde zum ersten Mal 1220 als Tolna schriftlich erwähnt. 1321 war das Dorf Besitz des Geschlechts Mics, von 1330 bis 1512 gehörte ein Teil den Klarissen von Sárospatak. Weitere Gutsbesitzer stammten unter anderen aus den Geschlechtern Semsey (1479), Czékey (1481), Buttkay (1511), Aspremont (17. und 18. Jahrhundert) und Széchy (19. Jahrhundert). 1828 zählte man 48 Häuser und 372 Einwohner, die als Landwirte und Winzer beschäftigt waren.
Bis 1918/1919 gehörte der im Komitat Semplin liegende Ort zum Königreich Ungarn und kam danach zur Tschechoslowakei beziehungsweise heute Slowakei. Auf Grund des Ersten Wiener Schiedsspruchs war er 1938–1944 noch einmal Teil Ungarns.
Von 1964 bis 1990 war Veľká Tŕňa zusammen mit Malá Tŕňa Teil der Einheitsgemeinde Tŕňa.

## Bevölkerung
| Jahr                | 1994 | 2004     | 2014    | 2024    |
| ------------------- | ---- | -------- | ------- | ------- |
| Anzahl der Personen | 539  | 484      | 457     | 443     |
| Unterschied         |      | −10,20 % | −5,57 % | −3,06 % |

| Jahr                | 2023 | 2024    |
| ------------------- | ---- | ------- |
| Anzahl der Personen | 448  | 443     |
| Unterschied         |      | −1,11 % |

Nach der Volkszählung 2011 wohnten in Veľká Tŕňa 447 Einwohner, davon 432 Slowaken, fünf Magyaren, drei Tschechen und ein Russine. Sechs Einwohner machten keine Angabe zur Ethnie.
182 Einwohner bekannten sich zur griechisch-katholischen Kirche, 132 Einwohner zur römisch-katholischen Kirche, 79 Einwohner zur reformierten Kirche, sechs Einwohner zu den Zeugen Jehovas, fünf Einwohner zur orthodoxen Kirche sowie jeweils ein Einwohner zur Bahai-Religion, zu den Baptisten und zur Evangelischen Kirche A. B. Neun Einwohner waren konfessionslos und bei 31 Einwohnern wurde die Konfession nicht ermittelt.

## Bauwerke und Denkmäler

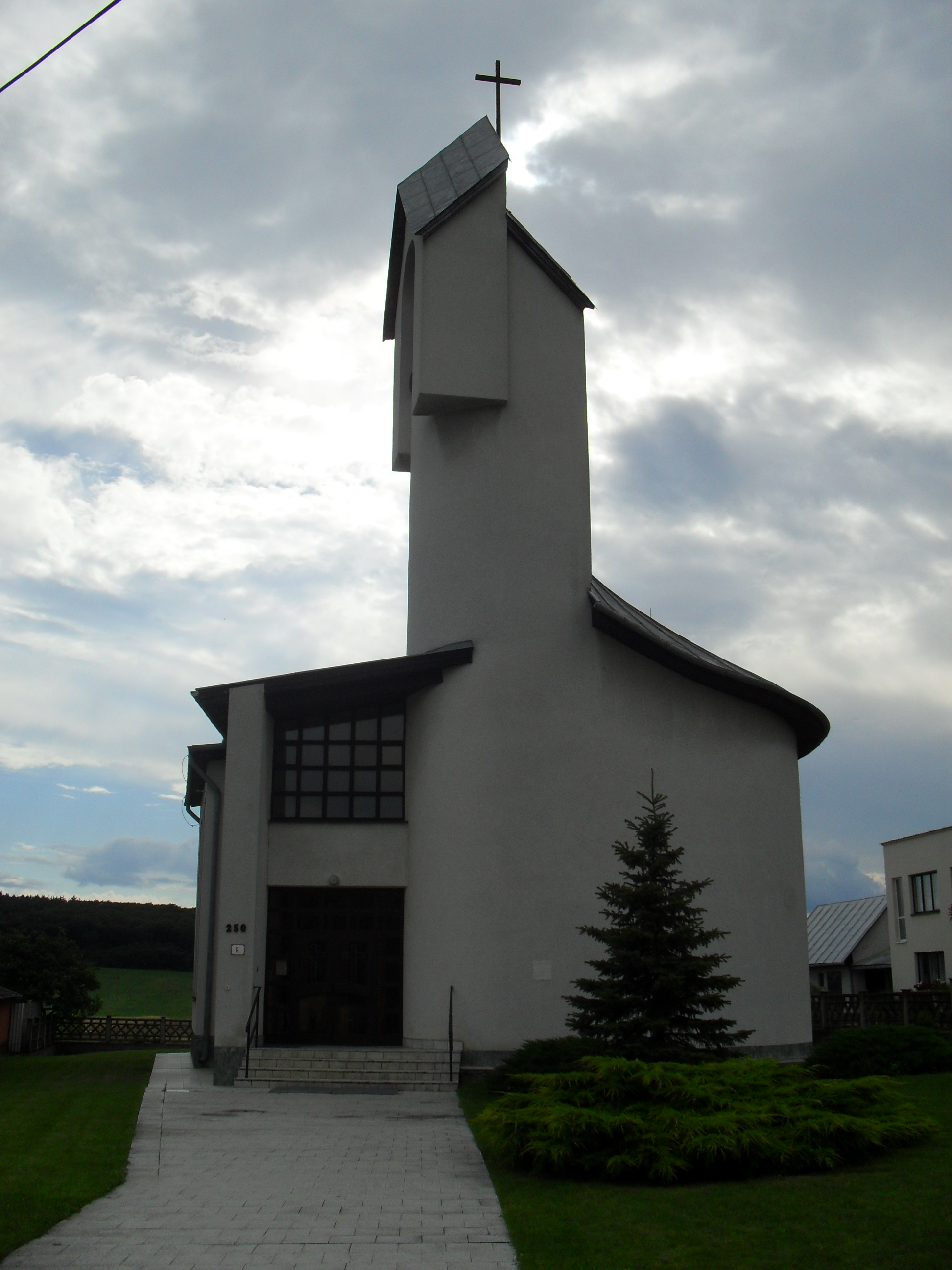
Römisch-katholische Kirche

- reformierte Kirche im romanischen Stil aus dem 13. Jahrhundert, im 16. und 17. Jahrhundert erweitert, 1834 saniert und mit einer Empore versehen
- griechisch-katholische Kirche im klassizistischen Stil aus dem frühen 19. Jahrhundert
- römisch-katholische Kirche Unbeflecktes Herz Mariä aus dem Jahr 1993